# Lijst van afleveringen van The Witcher
Dit is een lijst van afleveringen van The Witcher, een Amerikaanse Netflix-serie. De serie omvat tot nu toe 3 seizoenen. Een plotoverzicht van alle afleveringen is hieronder te vinden.

## Seizoen 1 (2019)
Seizoen 1 bestaat uit acht afleveringen die uitgebracht zijn op 20 december 2019.
| Nr. | Aflevering | Titel                             | Regie                | Scenario                |  |
| --- | ---------- | --------------------------------- | -------------------- | ----------------------- |  |
| 1 | 1          | The End's Beginning               | Alik Sakharov        | Lauren Schmidt Hissrich |  |
| Geralt wordt opgewacht door Stregobor, een sluwe tovenaar die hem vraagt om de bezeten prinses Renfri om te brengen. Het koninkrijk Cintra wordt aangevallen door het Nilfgaardiaanse leger. Prinses Ciri moet noodgedwongen vluchten. |            |                                   |                      |                         |  |
| 2 | 2          | Four Marks                        | Alik Sakharov        | Jenny Klein             |  |
| Yennefer vindt een manier om te ontsnappen en wordt verkocht aan een tovenaarsgilde. Ze begint haar training in Aretuza als tovenares. Ciri probeert onder te duiken in een nabijgelegen kamp.                                         |            |                                   |                      |                         |  |
| 3 | 3          | Betrayer Moon                     | Alex Garcia Lopez    | Beau DeMayo             |  |
| Geralt probeert in Temeria een woest beest te verslaan dat is bezeten door een vloek van Ostrit. Hij wordt geholpen door Triss Merigold, een adviseur van koning Foltest. Yennefer krijgt een nieuwe toekomst voor een hoge prijs.     |            |                                   |                      |                         |  |
| 4 | 4          | Of Banquets, Bastards and Burials | Alex Garcia Lopez    | Declan de Barra         |  |
| Geralt vergezelt Ranonkel naar het koninklijke bal. Ciri geraakt in een betoverd bos. Yennefer probeert de koningin van Lyria te beschermen.                                                                                           |            |                                   |                      |                         |  |
| 5 | 5          | Bottled Appetites                 | Charlotte Brändström | Sneha Koorse            |  |
| Geralt vraagt Yennefer om Ranonkel te helen van een kwade geest. Zij weet de geest te vangen en wil terug wat ze heeft verloren. Ciri wordt gezocht door een dubbelganger.                                                             |            |                                   |                      |                         |  |
| 6 | 6          | Rare Species                      | Charlotte Brändström | Haily Hall              |  |
| Borch probeert Geralt over te halen om op een draak te jagen. Samen met een groep krijgers moeten zij het drakenei beschermen tegen de Reavers. Ciri twijfelt wie te vertrouwen is.                                                    |            |                                   |                      |                         |  |
| 7 | 7          | Before a Fall                     | Alik Sakharov        | Mike Ostrowski          |  |
| De macht van Nilfgaard rukt op in het Continent. Yennefer gaat terug naar het verleden. Geralt twijfelt of hij zich aan de Wet der Verrassing moet houden.                                                                             |            |                                   |                      |                         |  |
| 8 | 8          | Much More                         | Marc Jobst           | Lauren Schmidt Hissrich |  |
| Geralt heeft een zwaar gevecht te verduren. Yennefer en haar groep bereiden zich voor op een tegengevecht. Ciri krijg hulp van een vreemdeling.                                                                                        |            |                                   |                      |                         |  |

## Seizoen 2 (2021)
Seizoen 2 bestaat uit acht afleveringen die uitgebracht zijn op 17 december 2021.
| Nr. | Aflevering | Titel                 | Regie             | Scenario                |  |
| --- | ---------- | --------------------- | ----------------- | ----------------------- |  |
| 9 | 1          | A Grain of Truth      | Stephen Surjik    | Declan De Barra         |  |
| Geralt vertrekt met Ciri naar een oude vriend. |            |                       |                   |                         |  |
| 10 | 2          | Kaer Morhen           | Stephen Surjik    | Beau DeMayo             |  |
| Geralt ontdekt dat gevaar om elke hoek staat te wachten, zelfs in Kaer Morhen.                                                                                          |            |                       |                   |                         |  |
| 11 | 3          | What Is Lost          | Sarah O'Gorman    | Clare Higgins           |  |
| Ciri besluit om zelf de gevaren op te zoeken, om haar moed te bewijzen.                                                                                                 |            |                       |                   |                         |  |
| 12 | 4          | Redanian Intelligence | Sarah O'Gorman    | Sneha Koorse            |  |
| Yennifer is op de vlucht in Redania, en zoekt een veilige plek ondergronds.                                                                                             |            |                       |                   |                         |  |
| 13 | 5          | Turn Your Back        | Edward Bazalgette | Haily Hall              |  |
| Een sterke magiër neemt deel in de zoektocht naar Ciri, terwijl Geralt een mysterie probeert te ontrafelen.                                                             |            |                       |                   |                         |  |
| 14 | 6          | Dear Friend...        | Louise Hooper     | Matthew D'Ambrosio      |  |
| Geralt probeert Ciri meer te leren over haar krachten. |            |                       |                   |                         |  |
| 15 | 7          | Voleth Meir           | Louise Hooper     | Mike Ostrowski          |  |
| Yennifer realiseert zich hoe bijzonder Ciri is, en spanningen nemen toe kort voor het bezoek van keizer Emhyr aan Cintra.                                               |            |                       |                   |                         |  |
| 16 | 8          | Family                | Edward Bazalgette | Lauren Schmidt Hissrich |  |
| Geralt komt in gevecht met een demon die het heeft voorzien op zijn naasten. De krachtigste spelers van het continent zetten een tand bij in de achtervolging van Ciri. |            |                       |                   |                         |  |

## Seizoen 3 (2023)
Seizoen 3 bestaat uit acht afleveringen die uitgebracht zijn op 29 juni 2023 en op 27 juli 2023.
| Nr. | Aflevering | Titel                                                  | Regie           | Scenario                         | Uitzenddatum |  |
| --- | ---------- | ------------------------------------------------------ | --------------- | -------------------------------- | ------------ |  |
| 17 | 1          | Shaerrawedd                                            | Stephen Surjik  | Mike Ostrowski                   | 29 juni 2023 |  |
| Gert, Yennefer en Ciri zijn op de vlucht voor premiejagers. Ze weten zich na een half jaar thuis te wanen op een vredige plek. Wanneer het trio na een aanval wordt ontdekt, besluiten ze om de kwaadaardige Rience in de val te lokken. |            |                                                        |                 |                                  |              |  |
| 18 | 2          | Unbound                                                | Stephen Surjik  | Tania Lotia                      | 29 juni 2023 |  |
| Geralt en Ranonkel bezoeken vrienden om meer informatie te krijgen over Rience. Zijn geheime basis blijkt een kasteel in Vuilpanne te zijn. Yennefer en Ciri reizen incognito naar Aretuza. Na een conflict onthult Yennefer Ciri's verleden. Ondertussen redt Geralt bij Vuilpanne een halfelf-meisje, ze beweert Ciri te zijn. |            |                                                        |                 |                                  |              |  |
| 19 | 3          | Reunion                                                | Gandja Monteiro | Haily Hall                       | 29 juni 2023 |  |
| Anika, een druïde en goede vriendin van Geralt, onthult dat het meisje Teryn heet en is gehersenspoeld. Plots neemt een onbekende tovenares bezit van Teryn en valt iedereen aan. Yennefer ontmoet Tissaia de Vries in Gors Velen en weet een verborgen wyvern te verslaan. Na een gevecht met Yennefer rent Ciri weg. Ondertussen bespreekt Rience zijn volgende stappen. |            |                                                        |                 |                                  |              |  |
| 20 | 4          | The Invitation                                         | Gandja Monteiro | Rae Benjamin                     | 29 juni 2023 |  |
| Keizer Emhyr geeft Cahir opdracht om Francesca om te brengen. Wanneer hij Francesca treft, probeert Cahir haar over te halen om mee te doen in de zoektocht naar Ciri. Yennefer bezoekt het hof van Redanian om steun van Koning Vizmir te winnen. Ze komen tot de conclusie dat Stregobor achter de acties van Rience zit. |            |                                                        |                 |                                  |              |  |
| 21 | 5          | The Art of Illusion                                    | Loni Peristere  | Clare Higgins                    | 29 juni 2023 |  |
| Yennefer maakt Geralt duidelijk dat ze zich gedeisd moeten houden om Stregobor te kunnen ontmaskeren. Terwijl Yennefer inbreekt in de studeerkamer van Stregobor, ontdekt ze bewijs van de ontvoering van de halfelven en Stregobor wordt gearresteerd. Later realiseren Geralt en Yennefer zich dat Vilgefortz het werkelijke brein achter de acties is, die Stregobor erin heeft geluisd. Geralt wordt in de val gelokt door Dijkstra.                                              |            |                                                        |                 |                                  |              |  |
| 22 | 6          | Everybody Has a Plan 'til They Get Punched in the Face | Loni Peristere  | Javier Grillo-Marxuach           | 27 juli 2023 |  |
| Terwijl Dijkstra Geralt gevangen neemt, plegen Redaanse soldaten onder leiding van Philippa een staatsgreep. Geralt, Ciri en Yennefer herenigen zich en doden Rience samen, maar ze worden gescheiden als Yennefer besluit zich aan te sluiten bij de strijd voor Aretuza. Geralt ontmoet Vilgefortz en beveelt Ciri om te vluchten. Vilgefortz toont verrassende gevechtskracht en verslaat Geralt, waardoor hij halfdood achterblijft om Ciri te volgen naar de toren van Tor Lara. |            |                                                        |                 |                                  |              |  |
| 23 | 7          | Out of the Fire, Into the Frying Pan                   | Bola Ogun       | Matthew D'Ambrosio               | 27 juli 2023 |  |
| In Brokilon zorgen dryaden onder leiding van koningin Eithné voor de gewonde Geralt. Een geteleporteerde Ciri bevindt zich in de Korath-woestijn. Een eenhoorn houdt haar gezelschap, terwijl Ciri wordt gekweld door visioenen. Terwijl Ranonkel een langzaam herstelde Geralt vindt, vertelt hij over de geruchten dat Ciri op weg is naar Nilfgaard. |            |                                                        |                 |                                  |              |  |
| 24 | 8          | The Cost of Chaos                                      | Bola Ogun       | Mike Ostrowski, Troy Dangerfield | 27 juli 2023 |  |
| Yennefer en haar mede-tovenaressen vallen het fort van Vuilpanne van Vilgefortz binnen. Ze ontdekken dat het leeg staat. In Redania krijgt Dijkstra opdracht om Philippa om te brengen, als straf voor de mislukte staatsgreep, maar Philippa heeft dit door. Yennefer reist naar Brokilon en geneest Geralt. Ciri wordt gevangen gehouden door premiejagers, maar wordt gered door de Rats.                                                                                          |            |                                                        |                 |                                  |              |  |